# Sainte-Radegonde (Dordogne)
Sainte-Radegonde – miejscowość i gmina we Francji, w regionie Nowa Akwitania, w departamencie Dordogne.
Według danych na rok 1990 gminę zamieszkiwało 76 osób, a gęstość zaludnienia wynosiła 16 osób/km² (wśród 2290 gmin Akwitanii Sainte-Radegonde plasuje się na 1099. miejscu pod względem liczby ludności, natomiast pod względem powierzchni na miejscu 1441.).